# 土門裕之
土門 裕之（どもん ひろゆき、1973年 - ）は、日本の実業家、株式会社オールアバウト ライフマーケティング代表取締役社長。

## 人物・経歴
1973年生まれ。1997年3月、立教大学社会学部卒業。同年4月株式会社ティージー情報ネットワーク入社。インターネット黎明期にWebアプリの開発に従事した後、ネットベンチャー企業でサービス開発・運営に携わる。2003年9月株式会社カービュープロダクト事業本部部長、2009年4月株式会社オールアバウト メディア事業部事業部長を経て、2011年9月に株式会社オールアバウトと資本業務提携した株式会社ルーク19取締役兼COOに就任し「サンプル百貨店」の運営を執行。2013年4月より商号変更し、株式会社オールアバウト ライフマーケティング代表取締役社長に就任。